# Жиль, Ги
Ги Жиль (фр. Guy Gilles 25 августа 1938, Алжир (город) — 3 февраля 1996, Париж) — французский кинорежиссёр, сценарист и актёр, брат журналиста и режиссёра Люка Бернарда.

## Биография
Ги Жиль родился 25 августа 1938 года в городе Алжир. Жиль — его псевдоним, который он взял после смерти матери из первых букв её имени. Свой короткометражный фильм фр. Soleil éteint он снял на полученные от продажи дома матери деньги. Не завершив работу над этим фильмом, он взялся снимать следующий — фр. Au biseau des baisers.
Ги Жиль переехал в Париж в 1960 году. Там он познакомился с продюсером Пьером Бронберже, который помог ему с финансированием для завершения предыдущих двух короткометражных фильмов и нашёл Ги Жилю человека, готового продюсировать первый полный метр («Любовь у моря»). Бронберже опасался избыточной поэтичности фильмов Жиля, не вписывающихся ни в одно движение. В 1965 году работа над фильмом «Любовь у моря» была завершена, но для него не был найден дистрибьютор. Тем не менее, картину показали в Бельгии и Швейцарии, а на кинофестивале в Локарно она удостоилась специального упоминания молодёжного жюри.
В 1967 году Ги Жиль приступил к съёмкам нового полнометражного фильма: «На срезанном углу»(фр. Au pan coupé). Для его финансирования актриса Маша Мериль основала свою продюсерскую компанию M achafilms. Фильм посмотрели всего 4000 человек. Наибольший успех режиссёру принесла следующая работа -—«Свет земли».
В 1970 году режиссёр влюбляется в Жанну Моро, работая над телевизионной передачей о ней («Жанна рассказывает Жанне»). Их отношения длились полтора года. После завершения отношений Ги Жиль совершил попытку самоубийства. Для его следующего фильма («Повторяющие отсутствия») Жанна Моро записала песню, названную, как и фильм. За эту работу, в сюжете которой — будни героинового наркомана, режиссёр получил премию Жана Виго.
Ги Жиль: 

«Повторяющие отсутствия» — это абсолютный отказ. Столкновение с изможденным, усталым миром. Это отказ от жизни, на уровне на уровне, высшем, чем простой протест. «На срезанном углу» был протестом, а «Отсутствия»" — тем, что Маргерит Дюрас называла «нулевой точкой». Тем моментом, когда ты понимаешь, что должен все разрушить, начать заново. — документальный фильм «Ги Жиль и расстроенное время» / «Guy Gilles et le temps désaccordé» —  
Потом Ги Жиль снял ещё несколько фильмов, работал на телевидении, но остался одиноким, неизвестным режиссёром.
Нун Серра, монтажёр фильма «Любовь у моря»: 

 «Он держался отдельно от остальных. Сверстники не замечали, каким он был на самом деле. Райхенбах и Бронберже одалживали ему камеру или отдавали ему остатки своей пленки в бобинах, поскольку у него совсем не было денег.<…>Я думаю, что „Новая волна“ уже была организованной структурой, её члены помогали друг другу. А Ги появился немного позже, он был ещё очень молод, <…> Но люди, которыми он восхищался, совсем не восхищались им, это правда. Возможно, это значило, что Ги разрывался между двумя мирами: миром „Кайе дю синема“, где жило его сердце и искусство, и самим миром кино. Но даже не коммерческого кино, а другого, кино со звездами.» — документальный фильм «Ги Жиль и расстроенное время» / «Guy Gilles et le temps désaccordé» —   
Умер Ги Жиль от СПИДа 3 февраля 1996 года, — журнал Cahiers du cinéma посвятил этому событию всего одну страницу, а спустя три года умер его любимый актёр — Патрик Жуане.

## Режиссёрский почерк
Ги Жиль смешивает в своих фильмах черно-белую и цветную плёнку; применяет быстрый монтаж коротких кадров, дробит через него пространство фильма; снимает лица фрагментированно. А персонажи его фильмов задаются вопросами: «Стоит ли жизнь, чтобы её прожить?», «Стоит ли жить вообще?», «Можно ли жить иначе?» и часто умирают. Во многих фильмах Ги Жиля композитором был его двоюродный брат — Жан-Пьер Стора, а одним из актёров — Патрик Жуане.

## Фильмография
Фильмография режиссёра включает:

### Полнометражные фильмы
- 1965 — «Любовь у моря»[фр.]
- 1968 — «На срезанном углу»
- 1970 — «Свет земли»[фр.]
- 1972 — «Повторяющие отсутствия»[фр.]
- 1975 — «Качающийся сад»[фр.]
- 1982 — «Преступление страсти»[фр.]
- 1987 — «Послушная ночь»[фр.]
- 1995 — «Нефертити»

### Короткометражные фильмы
- 1956 — Les Chasseurs d’Autographes
- 1958 — Le Soleil éteint
- 1959 — Au Biseau des Baisers
- 1961 — «Меланхолия»[фр.]
- 1962 — Histoire d’un petit Garçon devenu grand
- 1964 — Journal d’un Combat
- 1965 — Paris, un Jour d’Hiver
- 1966 — Les Cafés de Paris
- 1966 — Chansons de Geste
- 1966 — Le Jardin des Tuileries
- 1967 — Un Dimanche à Aurillac
- 1971 — Côté Cour, Côté Champs
- 1975 — Le Défilé

### Телевизионные работы
- 1965 — Pour le Plaisir (эпизод «Ciné Bijou»)
- 1966 — Pour le Plaisir (эпизоды "Pop-Âge, «Un Peintre de 87 Ans»)
- 1967 — Festivals 1966 Cinéma 1967
- 1969 — Dim Dam Dom (эпизод «Le Partant»)
- 1969 — Choses vues (эпизод «La Vie retrouvée»)
- 1970 — Dim Dam Dom (эпизод «Le Cirque des Muchachos»)
- 1971 — Choses vues (эпизод «Пруст, искусство и скорбь»[фр.])
- 1975 — Plain-Chant (эпизод «Saint Genet, Martyr et Poète»)
- 1975 — La Vie fi lmée 1946—1954
- 1976 — Le Pendule
- 1977 — La Loterie de la Vie
- 1979 — Il était un Musicien (эпизод «Monsieur Ravel»)
- 1983 — Cinéma, Cinémas (эпизод «Où sont-elles donc?»)
- 1985 — Un Garçon de France
- 1992 — Dis Papa, raconte-moi là-bas
- 1994 — La Lettre de Jean

### Актёрские работы
- 1960 — «Лодырь»[фр.]
- 1965 — «Любовь у моря»[фр.]
- 1972 — «Какая плоть»[фр.]
- 1977 — «Театр материй»[фр.]